# Federação Islandesa de Hóquei no Gelo
A Federação Islandesa de Hóquei no Gelo é o órgão que dirige e controla o hóquei no gelo da Islândia, comandando as competições nacionais e a seleção nacional.